# Tobias Böckermann
Tobias Böckermann (* 1973 in Meppen) ist ein deutscher Journalist und Sachbuchautor.

## Leben
Tobias Böckermann ist gebürtiger Emsländer. Er wuchs in Meppen auf, wo er 1992 am Gymnasium Marianum auch sein Abitur ablegte. An der Westfälischen Wilhelms-Universität in Münster hat er Geschichte, Biologie, Politik und Soziologie studiert.
Seit 1999 ist er bei der Neuen Osnabrücker Zeitung (NOZ) tätig, zunächst bis 2005 in der Politikredaktion und seitdem als Lokalredakteur bei der Meppener Tagespost, wo er für die Städte Haren (Ems) und Meppen zuständig ist.
Für die am 16. Februar 2007 innerhalb seiner NOZ-Artikelserie Faszinatur Emsland erschienene Reportage Kampf um jedes Küken, die sich mit den Naturschutzbemühungen um den Goldregenpfeifer im Emsland beschäftigt, erhielt Böckermann  2007 den von der Deutschen Wildtier Stiftung und der Zeitschrift Geo verliehenen  Journalistenpreis Der wilde Rabe (Sonderpreis).
Tobias Böckermann züchtet seit 1994 Bentheimer Landschafe und hat über diese alte Nutztierrasse 2011 auch ein Buch herausgebracht.
Für seine gesamte NOZ-Artikelserie Faszinatur Emsland, in der er sich bis heute kritisch mit der Situation von Flora und Fauna der Region auseinandersetzt, sollte Tobias Böckermann 2011 neben Sebastian Beck (Süddeutsche Zeitung) außerdem der Medienpreis Emsland verliehen werden. Nach Ansicht des Stiftungsrates der Johann-Alexander-Wisniewsky-Stiftung hatten die Bewerbungen jedoch nicht den Formalia entsprochen. Beide Autoren hatten ihre Beiträge nicht selbst mitsamt offiziellen Unterlagen (ausgefüllter Anmeldebogen, Lebenslauf etc.) eingereicht, sondern Leser hatten die Artikel eingesandt. Daher lehnte der Stiftungsrat letztendlich die Preisvergabe ab – eine Möglichkeit zur Heilung der monierten Punkte war den Autoren nicht eröffnet worden. Dies führte zu einem Eklat, in dessen Zuge die meisten Mitglieder der Medienpreis-Jury zurücktraten. Sie vermuteten einen Boykott, weil sich die Beiträge beider Autoren kritisch mit der Region befassen.
Im Oktober 2016 war Böckermann für den Journalistenpreis „Klartext für Wölfe“" des Naturschutzbundes Deutschland NABU nominiert. Mit seinem Beitrag Der Wolf ist zurück - und nun? aus dem Jahr 2015 schaffte es bis ins Finale im Meistersaal in Berlin.
Seit 2009 hat Tobias Böckermann mehrere Bücher zum Thema Natur und Landschaft in Norddeutschland veröffentlicht, wobei er regelmäßig mit dem Naturfotografen Willi Rolfes zusammenarbeitete. Außerdem verfasst er regelmäßig Fachbeiträge für die Buchreihe Emsländische Geschichte, das Jahrbuch des Emsländischen Heimatbundes sowie in Fachzeitschriften. In seiner Freizeit engagiert sich Böckermann zudem für den Erhalt alter regionaler Nutztierrassen sowie die Schaffung, Reaktivierung und Erhaltung schutzwürdiger Kulturlandschaften im Emsland. Beides vereint er in der Praxis seit 1994 als Züchter des Bentheimer Landschafs sowie als Mitgründer und Vorsitzender des seit 1996 eingetragenen Vereins Land Unter, der sich der Förderung dieser alten Schafrasse verschrieben hat. Naturschutz ist für ihn dabei eng verzahnt mit dem Erhalt von Kulturlandschaften der Region, wie er auch auf der von ihm betriebenen Website borkener-paradies.de anhand mehrerer Beispiele deutlich macht. In diesem Zusammenhang sind auch seine Bücher über das Bentheimer Landschaf (2011) und das Bunte Bentheimer Schwein zu sehen.
Tobias Böckermann wohnt in Meppen.

## Schriften
- zusammen mit Erhard Nerger: Natur im Emsland – Moore, Wasser, Wälder. Tecklenborg, Steinfurt 2009, ISBN 978-3-939172-47-5.
- zusammen mit Willi Rolfes: Moor. Eine norddeutsche Landschaft. Tecklenborg, Steinfurt 2009, ISBN 978-3-939172-45-1.
- zusammen mit Willi Rolfes: Der Kranich. Ein Vogel im Aufwind. Verlag Atelier im Bauernhaus, Fischerhude 2011, ISBN 978-3-88132-177-8.
- zusammen mit Willi Rolfes: Seeadler, Begegnungen in der Natur. Tecklenborg, Steinfurt 2021, ISBN 978-3-944327-92-1.
- zusammen mit Willi Rolfes: Deutschlands Natur, Lebensräume im Porträt. Tecklenborg, Steinfurt 2018, ISBN 978-3-944327-67-9.
- Das Bentheimer Landschaf – Geschichte und Zukunft einer alten Nutztierrasse. Emsländischer Heimatbund, Meppen 2011, ISBN 978-3-925034-45-9.
- zusammen mit Jürgen Reich und Willi Rolfes: Die Rückkehr der Seeadler. Edition Temmen, Bremen 2013, ISBN 978-3-8378-5028-4.
- zusammen mit Willi Rolfes: Natur-Impressionen – Streifzüge durch das herbstliche Jagdrevier. Müller Rüschlikon, Stuttgart 2014, ISBN 978-3-275-02002-7.
- Das Bunte Bentheimer Schwein – Geschichte und Zukunft einer alten Nutztierrasse. Emsländische Landschaft e.V. für die Landkreise Emsland und Grafschaft Bentheim, Sögel 2014, ISBN 978-3-925034-49-7
- Das Bunte Bentheimer Schwein – Geschichte und Zukunft einer alten Nutztierrasse. 2. ergänzte und erweiterte Auflage. Emsländische Landschaft e.V. für die Landkreise Emsland und Grafschaft Bentheim, Sögel 2017, ISBN 978-3-925034-54-1
- zusammen mit Jürgen Borris und Willi Rolfes: Der Rothirsch – Ein Mythos im Revier. Müller Rüschlikon, Stuttgart 2016, ISBN 978-3-275-02077-5.
- zusammen mit Willi Rolfes, Heinrich Dickerhoff und Martin Feltes: daSein. Wie ein Baum. fotoforum-Verlag (November 2017) Münster, ISBN 978-3-945565-08-7.
- Hudelandschaften im Emsland – lebende Zeitzeugen. Über die Entstehung von „Borkener Paradies“, „Haselünner Wacholderhain“ und die alten Heiden, in: Studiengesellschaft für Emsländische Regionalgeschichte (Hrsg.), Emsländische Geschichte, Bd. 14, Haselünne 2007, S. 416–435.
- Kehrt der Weißstorch zurück? – Erstmals seit 1930 hat in der Grafschaft Bentheim wieder ein Paar gebrütet, in: Studiengesellschaft für Emsländische Regionalgeschichte (Hrsg.), Emsländische Geschichte, Bd. 15, Haselünne 2008, S. 410–423.
- Auf weiten Schwingen ins Emsland – Immer mehr Sing- und Zwergschwäne überwintern im Westen Niedersachsens, in: Studiengesellschaft für Emsländische Regionalgeschichte (Hrsg.), Emsländische Geschichte, Bd. 16, Haselünne 2009, S. 97–110.
- Die Rückkehr des Raben – Fünf Jahrzehnte nach der letzten Brut ist der Kolkrabe wieder im Emsland und in der Grafschaft Bentheim heimisch geworden, in: Studiengesellschaft für Emsländische Regionalgeschichte (Hrsg.), Emsländische Geschichte, Bd. 18, Haselünne 2011, S. 11–34.
- Die Blasenbinse (Scheuchzeria palustris) – eine seltene Pflanze der emsländischen Moore, in: Studiengesellschaft für Emsländische Regionalgeschichte (Hrsg.), Emsländische Geschichte, Bd. 19, Haselünne 2012, S. 12–21.
- Der Fischotter (Lutra lutra L.) kehrt zurück an Ems und Vechte, in: Studiengesellschaft für Emsländische Regionalgeschichte (Hrsg.), Emsländische Geschichte, Bd. 20, Haselünne 2013, S. 37–56.
- Das Kleine Knabenkraut (Anacamptis morio) – eine verschwundene Orchidee des Emslandes und der Grafschaft Bentheim, in: Studiengesellschaft für Emsländische Regionalgeschichte (Hrsg.), Emsländische Geschichte, Bd. 22, Haselünne 2015, S. 11–18.
- Neufund von Nitella hyalina (DC.) in Deutschlands. Becker, Ralf und Böckermann, Tobias. Rostocker Meeresbiologische Beiträge 27 (2017). Seite 19–26.
- Der Versener Heidesee - vom Baggersee zum fischreichen Hotspot für gefährdete Pflanzenarten in Nordwestdeutschland. Böckermann, Tobias mit Becker, Ralf und Willen, Melanie. Erschienen in Drosera, Naturkundliche Mitteilungen aus Nordwestdeutschland. Verlag Isensee Oldenburg. 2022, Seiten 37–55.

Außerdem gehörte Tobias Böckermann zum Autorenkreis des von Heinrich Siefer herausgegebenen Buches Van Moor un Törf. Plattdüütsche Geschichten un Biller. Atelier im Bauernhaus, Fischerhude 2008, ISBN 978-3-88132-316-1.